# Brachylecithum myadestis
Brachylecithum myadestis är en plattmaskart. Brachylecithum myadestis ingår i släktet Brachylecithum och familjen Dicrocoeliidae. Inga underarter finns listade i Catalogue of Life.